# Episodi di Solar Opposites (quinta stagione)
La quinta stagione della serie animata Solar Opposites, composta da 11 episodi, è stata interamente pubblicata negli Stati Uniti su Hulu il 12 agosto 2024. Un episodio speciale di Halloween verrà distribuito a Ottobre 2024.
In Italia la stagione è stata interamente pubblicata in contemporanea il 12 agosto 2024 su Disney+, in versione sottotitolata. 
| nº                | Titolo originale                                                       | Titolo italiano                           | Pubblicazione USA | Pubblicazione Italia |
| ----------------- | ---------------------------------------------------------------------- | ----------------------------------------- | ----------------- | -------------------- |
| 1                 | The Clervixian Dinner Helmets                                          | I caschi da cena clervixiani              | 12 agosto 2024    | 12 agosto 2024       |
| 2                 | The Never-Ending Honeymoon Story                                       | La storia della luna di miele infinita    | 12 agosto 2024    | 12 agosto 2024       |
| 3                 | Live Die Repeat Device (Formerly Known as the Edge of Tomorrow Device) | Il dispositivo di ripetizione vivi muori  | 12 agosto 2024    | 12 agosto 2024       |
| 4                 | The Educational Sprinkler Device                                       | Il dispositivo di irrigazione didattico   | 12 agosto 2024    | 12 agosto 2024       |
| 5                 | Ex-Boyfriend Island                                                    | L'isola degli ex fidanzati                | 12 agosto 2024    | 12 agosto 2024       |
| 6                 | The Sci-Fi Rollerblades                                                | I pattini fantascientifici                | 12 agosto 2024    | 12 agosto 2024       |
| 7                 | The Solar Opposites Do An Intervention                                 | I Solar Opposites fanno un intervento     | 12 agosto 2024    | 12 agosto 2024       |
| 8                 | The What If?! Device                                                   | Il dispositivo del "E se?"                | 12 agosto 2024    | 12 agosto 2024       |
| 9                 | The Battle of Zab 9                                                    | La battaglia di Zab 9                     | 12 agosto 2024    | 12 agosto 2024       |
| 10                | Terry's Big Cleaning Day                                               | La grande giornata delle pulizie di Terry | 12 agosto 2024    | 12 agosto 2024       |
| 11                | Yumyulack's Giant Head                                                 | La testa gigante di Yumyulack             | 12 agosto 2024    | 12 agosto 2024       |
| Episodio speciale |                                                                        |                                           |                   |                      |
| 12                | The Solar Opposites Halloween Special 2: The Hunt For Brown            |                                           | Ottobre 2024      |                      |